# Crossosoma fossum
Crossosoma fossum är en mångfotingart som beskrevs av Pius Strasser 1979. Crossosoma fossum ingår i släktet Crossosoma och familjen knöldubbelfotingar. Inga underarter finns listade i Catalogue of Life.